# Coffea tsirananae
Coffea tsirananae är en måreväxtart som beskrevs av J.-f.Leroy. Coffea tsirananae ingår i släktet Coffea och familjen måreväxter. Inga underarter finns listade i Catalogue of Life.